# 西
Pour les articles homonymes, voir Xī.
Xī est la transcription en pinyin du sinogramme 西, signifiant ouest.
- Xichang (西昌 ; pinyin : Xīchāng), une ville de la province méridionale du Sichuan en Chine.

Son caractère Unicode est 897F.